# ティレジアスの乳房

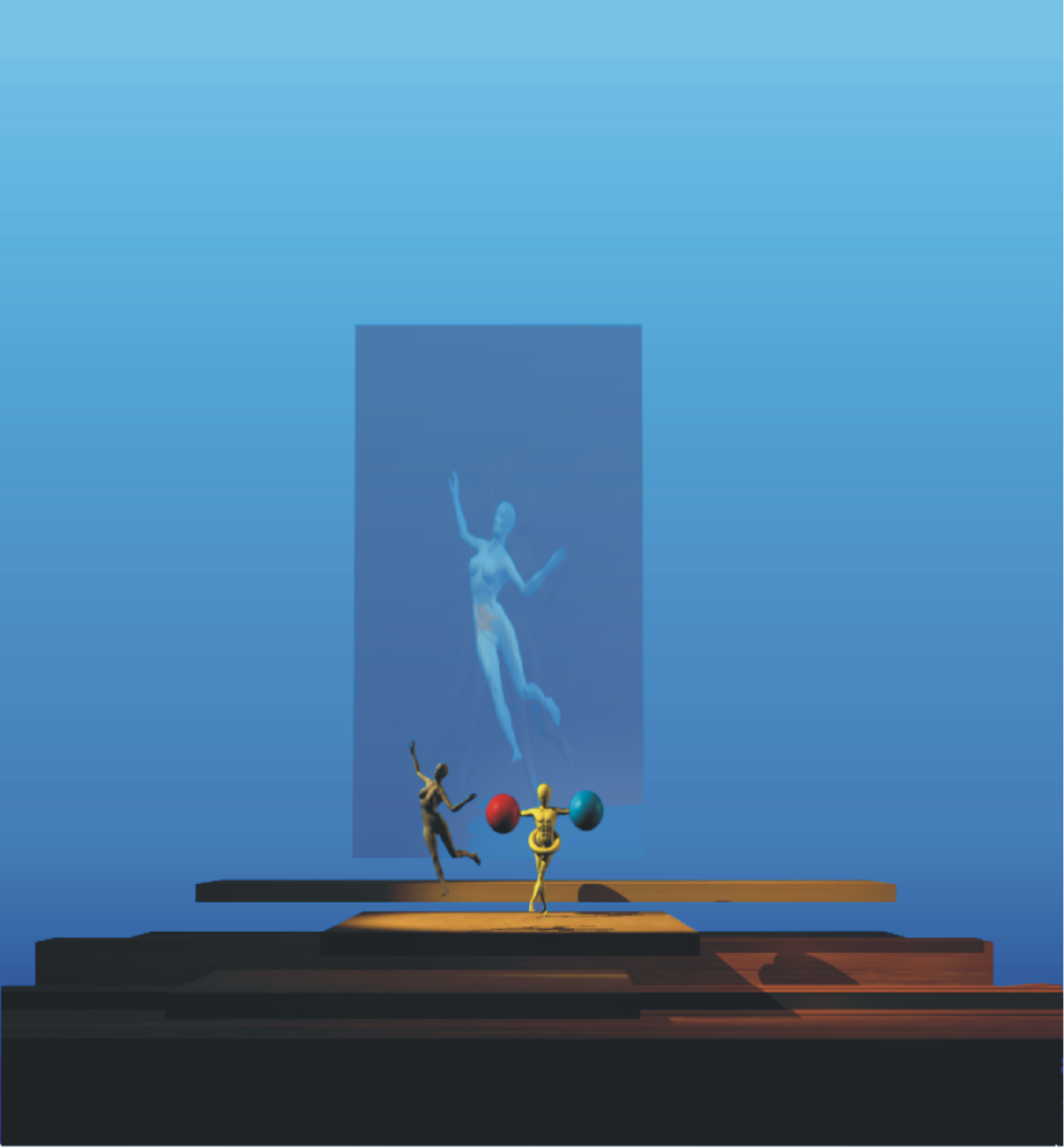
『ティレジアスの乳房』舞台セット

『ティレジアスの乳房』（ティレジアスのちぶさ、フランス語: Les Mamelles de Tirésias）は、フランシス・プーランク作曲のプロローグを含む全2幕のオペラ・ブフで、フランスの詩人ギヨーム・アポリネールの同名の戯曲『ティレジアスの乳房』（1917年）を原作としている。1947年 6月3日に、パリ・オペラ・コミック座にて初演された。

## 概要

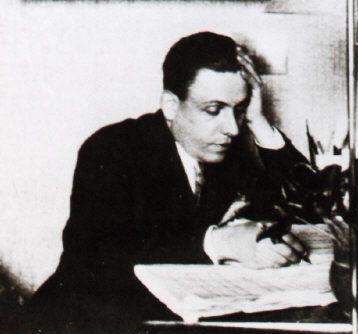
フランシス・プーランク

永竹由幸は「人口減少傾向にあるフランスならでは喜劇。音楽は気が利いており、台本は洒落ている。現代オペラのファルサの中では最高傑作のひとつ」と評している。プーランクは、かねてからこのシュールレアリズムの『ティレジアスの乳房』に共感していたが、1939年にアポリネール未亡人からこの戯曲を抜粋してオペラのリブレットとして使用する許可を取り付け、作曲に取りかかった。1945年にオペラは完成した。本作はダリウス・ミヨーに献呈されている。
アンリ・エルはプーランクが本作を成功させることができた理由を次のように語っている。「もし、一見支離滅裂な台本が作曲家に自由を与えただけならば、それは危険なことであった。即ち、アポリネールの戯曲における一貫性の欠如は同じく一貫性のない現実的なまとまりに欠け、アリアも二重唱もアンサンブルもただ単に並べられているだけで、一冊の楽譜にする必要もないような音楽の霊感をプーランクに与える危険性があったのだ。だが、プーランクはすべての要素を一つにまとめ、音楽的にする方法を知っていた。その方法論が音楽の中心にあり、この作品を成立させているのだ。始めから終わりまで、退屈するところは何処にもない。これは良く整えられ、コントロールされた、真にエネルギッシュな音楽で、－中略－自然さと自由さや比類のない制作意欲と共に、枯れることなくほとばしる旋律を生み出すプーランクの才能により、一つのまとまった作品となっている」。
プーランクの他のオペラは、カルメル会修道女の処刑という史実を扱ったシリアスな『カルメル派修道女の対話』（1957年）、ソプラノ一人によるモノオペラ『人間の声』（1958年）の2作がある。

## 楽曲

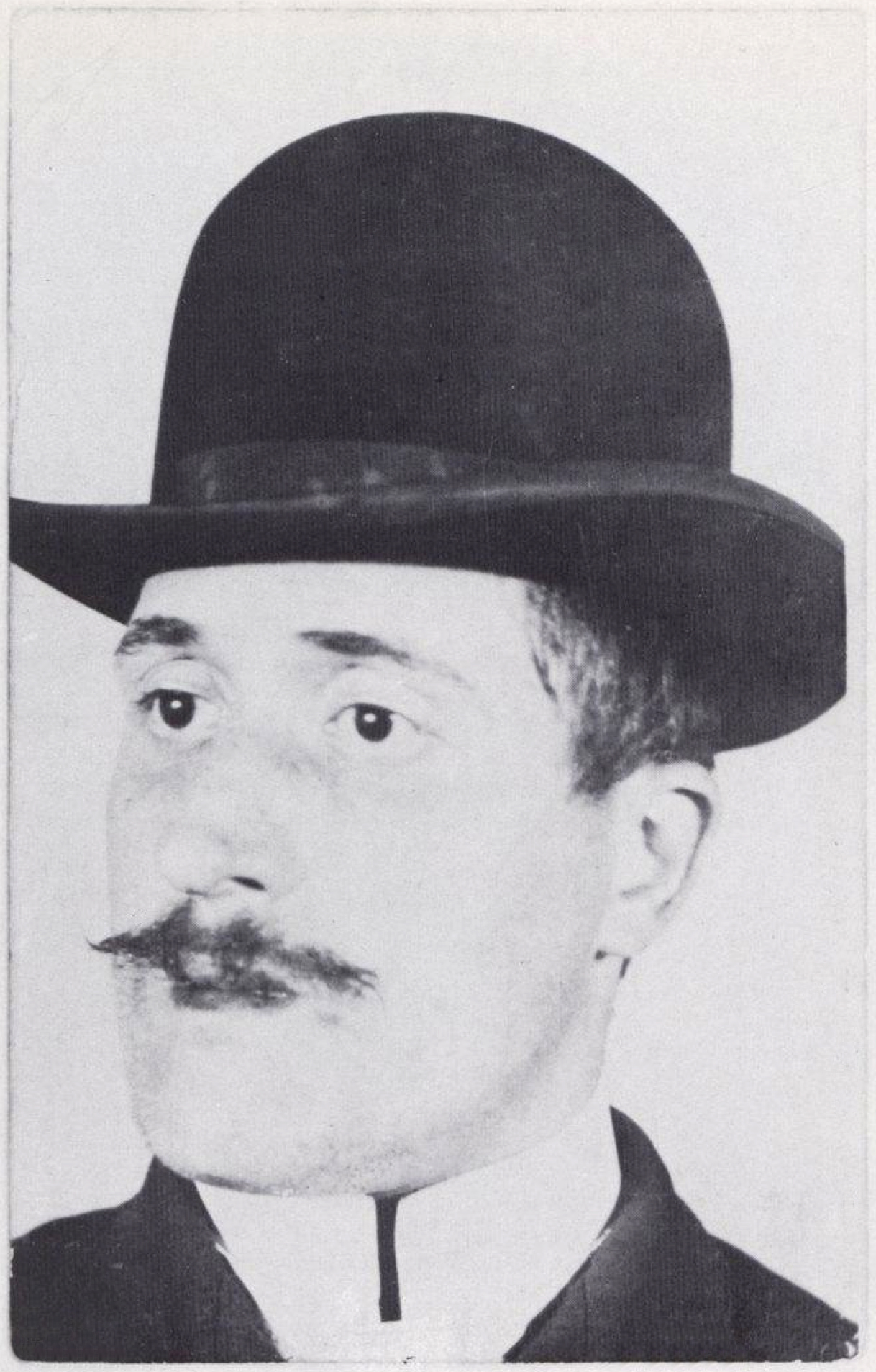
1902年のアポリネール

アンリ・エルはによれば「このオペラは作品全体にわたり一点の曇りもない。付け足すこともなく、不必要な飾りもなく、流れを鈍らせたり止めたりするデコボコもなく、常に流れ続ける。－中略－プーランクが用いた音楽の形式は最もお気に入りのものであり、当然とも言える輝かしい成功を収めている。旋律はもちろんのこと、素早く動き回るロンド、合唱、ワルツ、ポルカ、挙句の果てにはパヴァーヌやガヴォットまで、これらの形式を素晴らしい巧みさで用い、明確なコントラストを生むプーランクの感性はこの作品を多彩なものにしている。プーランクが開拓した大胆で率直な滑稽さから荘厳さまでの音楽語法の懐の深さは本作を独特の抒情性に浸らせる。感傷に陥ることもなく人間的優しさを持ち続ける。本作はユーモアを欠くどころか、本質的には詩的な内容の上にユーモアが浮かび出てくる」。
プーランクは「正直な話、私は本作を書いた時、 エマニュエル・シャブリエの『エトワール』（1877年）のことを大いに考えた」と書いている。この言葉から、プーランクが滑稽でありながら、愛情溢れる視野を持ってこのオペラ・ブフを完成しようとしていたことが分かる。プーランクは本作を『人間の顔』（1943年）や『スターバト・マーテル』(1950年)によってより忠実な形になったものと見なしていた。音楽的な調子を見出すためにはアポリネールのテキストに忠実に従ってゆくだけで良かった。アポリネールがパリやセーヌ川について語るときに、常にそれらの言葉に込められた意味を理解するものは、音楽が動き出すことに気づくであろう。最悪の滑稽な世界においても、一つの文章が抒情的でメランコリックな視覚の変化をもたらすことがあれば、アポリネールの微笑が悲しみを込めて隠していたものが何であるかを知る私は、迷わず直ちに調子を変えるのである」と語っている。
リブレットについては、主人公ティレジアスの設定は神話に精通していたアポリネールらしく、ギリシャ神話が下敷きになっている。ギリシャ神話のティレジアス（男）は処女神アテネの水浴を見て盲目にされたが、これを哀れに思った女神によって予言の力が授けられた。さらに、彼は交尾している2匹の蛇を交互に杖で打つことによって、己の性を変える術を習得したと言う。戯曲の舞台は架空の南仏の町「ザンジバル」だが、プーランクはそのイメージをモンテカルロと想定している。そこは原作者アポリネールが長く過ごした町で、プーランク自身のお気に入りの町でもあり、またかつて、彼の出世作となったバレエ『牝鹿』の初演が行われ、成功のスタートを切った都市でもあった。

## 初演とその後

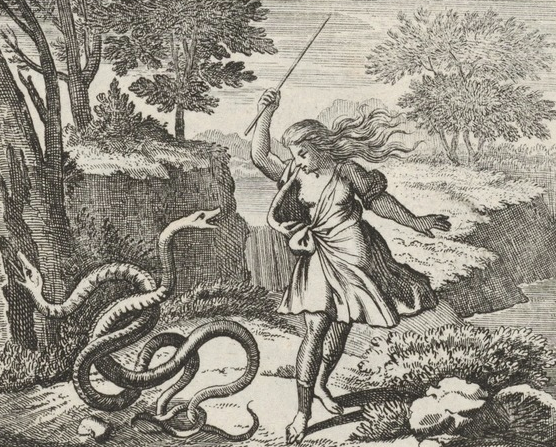
2匹の蛇を打ち、 ヘーラーによって女にされる

アルベール・ヴォルフが指揮を担当した初演はこの由緒ある劇場にしては珍しく入念に、細部まできっちりと良い趣味のもとでなされた。舞台装置はエルテによるものだった。鮮やかに着飾ったテレーズの役を生き生きとしたしなやかさと栗色の髪と豊かで輝かしい声を持つ才能豊かなドゥニーズ・デュヴァルが演じた。作品は批評家の熱狂的支持を得た。本作はすべての批評家にプーランクの最も有意義で最も完璧な作品の一つであると敬意を表されたのである。だが、観客はためらっていた。一般の音楽愛好家だけではなく、オペラ・コミック座の常連客の反応は騒然としたものだった。－中略－叫び声と抗議の声を引きずりながら本作の上演は続いた。誠実な聴衆は不真面目に見える作品『ティレジアスの乳房』が、実は真面目であり、楽しいだけに見える音楽が実は様式上の美点をすべて身につけていることを感じとったのだ。本作は同劇場にて1972年に再演され、成功を収めた。
アメリカ初演は1953年 6月13日にマサチューセッツ州 ウォルサムのブランディーズ大学にて行われた。イギリス初演は1958年6月18日にオールドバラにて行われた。出演はヴィヴィアン、ピアーズらの演奏で、2台のピアノ伴奏による。指揮はチャールズ・マッケラスであった。日本初演は1971年5月18日に東京室内歌劇場により第一生命ホールにて、高橋英郎による日本語訳詞で行われた。指揮は若杉弘であった 。また、サイトウ・キネン・フェスティバル松本の５周年記念の上演で本作が取り上げられ、録音された。

## 登場人物
| 人物名                             | 原語                               | 声域                   | 初演時のキャスト 指揮： アルベール・ヴォルフ |
| ---------------------------------- | ---------------------------------- | ---------------------- | -------------------------------------------- |
| テレーズ ティレジアス カード占い師 | Thérèse Tirésias la cartomancienne | ソプラノ               | ドゥニーズ・デュヴァル                       |
| テレーズの夫                       | Le mari                            | バリトンまたはテノール | ポール・ペイアン                             |
| 憲兵                               | le gendarme                        | バリトン               | エミール・ルソー                             |
| 座長（劇場の支配人）               | le directeur de théâtre            | バス                   | ロベール・ジャンテ                           |
| 新聞記者                           | le journaliste                     | テノール               | セルジュ・ラリエ                             |
| 夫の息子                           | le fils                            | バリトン               | ジャック・イヴェール                         |
| プレスト（酔っ払いの賭博師）       | Presto                             | テノール               | マルセル・エノ                               |
| ラクフ（酔っ払いの賭博師）         | Monsieur Lacouf                    | バリトン               | アルバン・デロージャ                         |
| 新聞売り                           | la Marchande de journaux           | メゾソプラノ           | ジャーヌ・アティ                             |
| 上品な婦人                         | Une dame élégante                  | メゾソプラノ           | イレーヌ・グロモヴァ                         |
| 太った婦人                         | Une grosse dame                    | メゾソプラノ           | イヴォンヌ・ジラール=デュシー                |
| 髭の男                             | un monsieur barbu                  | バス                   | ガブリエル・ジュリア                         |
| 合唱：町の人々                     |                                    |                        |                                              |

## 楽器編成
- 木管楽器:フルート2（持ち替えでピッコロ1）、オーボエ（持ち替えでコーラングレ1）2、クラリネット2、バス･クラリネット1、ファゴット2、
- 金管楽器:ホルン2、トランペット3、トロンボーン、チューバ
- 打楽器:ティンパニ、 シロフォン、チェレスタ、グロッケンシュピール
- その他:弦5部、ハープ、ピアノ

## 演奏時間
プロローグ：約7分、第1幕：約30分、第2幕：約25分　合計：約62分

## あらすじ
時と場所：1910年代、ザンジバル（リヴィエラの架空の町）
ザンジバルの広場。手前にはカフェがあり、テラスには丸テーブルと2脚の椅子が置かれ、建物の隙間から港が見える。正面奥には地中海風の建物があり、2階の窓は開いていて、1階はタバコ屋を兼ねるアパートになっている。庭には露店や新聞売り場がある。

プロローグ
ニ短調を主和音とするシリアスな序奏に導かれて座長が登場し、聴衆に挨拶する。座長が本日は生活の改善提案に関するオペラを上演する。彼は戦争が我々に残した教訓は一体何であったのか。それは深刻な少子化を食い止めるために、子供を作らなくなった皆様に子供を作れということなのであると力説する。荒唐無稽な内容が暗示された重苦しい口上が終わると、プーランクの 2台のピアノのための協奏曲のバリ島の音楽に似た復調のパッセージが奏され、座長は立ち去る。

### 第1幕
第1場
美しく魅力的な妻テレーズが箒を手にして現れ、プーランク特有の早口の歌で、もううんざり、私はフェミニスト（男女同権主義者）なので、男に仕える主婦生活に耐えられないと訴え、これ以上は夫には服従できないと歌う。そして子供なんか作らずに兵士に！芸術家に！議員に！そして大統領にだってなる！という野望を大声で宣言する。闘志に燃えるテレーズがブラウスの胸元をはだけると、風船の豊満な乳房がはだけて、蝶のように飛んで行く。自分の乳房にしばし見とれるが我にかえり、悪徳の素になるようなものは破壊しようと言い、風船を割ってしまう。ここでの魅惑的で官能的な変イ長調のワルツが伴奏される。その時「ベーコンを焼いてくれ！」（Donnez-moi du lard）と言う夫の声が聞こえる。顎髭が生えて来て男になったテレーズの体に男性の力がみなぎってくる。「もう沢山！」と夫を嫌悪するテレーズの音楽は掛け声の入ったスペインのダンスとなる。

第2場
大きな花束を持って妻を探しに来た夫は、男になってしまったテレーズに出会うが誰かわからず、妻を心配する。するとテレーズはもはや夫のもと戻る気は無いと告げ、自らテレーズ改め、ティレジアスと名乗り、引越しをするために次々と窓から楽器や荷物を外に放り投げる。

第3場
ドラムの連打と大きな物音が鳴り、大ゲンカの最中にティレジアスは家を出ていってしまう。残された夫は、妻の変貌を理解して絶望する。

第4場
そこに、陽気なポルカが奏され、賭け事に失敗した2人の賭博師プレストとラクフが入ってくる。2人とも酷く泥酔していて、自分たちの居場所さえも定かではない。一人が「俺達はパリにいるのか？」と聞くと、もう一人が　「違うよ！サンジバルさ」と答える酩酊ぶり。そして彼らは「博打で負けた！」と落ち込むでもなく陽気に歌い、さんざんギャグや駄洒落を連発するが、最後には2人は些細なことから決闘になり、互いにピストルを発射して2人揃って死んでしまう。

第5場
ザンジバルの住民達は新聞で2人の賭博師の悲劇的な死を知り、それを悼んでいる。住民の合唱と夫婦の歌唱はハーモニーがとりわけ美しく抒情的で、後の『グローリア』や『スターバト・マーテル』にも通じるものである。但し、歌詞の内容は駄洒落と下世話なものである。そこへ、ファッショナブルなスーツをエレガントに着こなして男になったティレジアスは、女装して両手を縛られた亭主を従えて出て来る。ティレジアスはまず新聞を買って市民と一緒に読んでいると、ラクフとプレストの決闘の事件が載っている。ティレジアスは市議会議員になるのだと言って、だらしない主婦のなりで佇む亭主を残し、去っていく。

第6場
その時、決闘の事件を聞きつけた憲兵がやって来て、決闘で命を落としたプレストとラクフの死体に気付き「犯罪の匂いがする」と歌うが、女装した亭主を美しい乙女と思い込んで一目惚れをしてしまい、誘惑しようとする。テレーズに見捨てられた夫は憲兵の口説きをまんざらでもなく、気を持たせて楽しんでいる。一方ザンジバルの女達は、今や軍司令官であり議員でもあるティレジアスの後に続けと讃歌「ティレジアス長官、万歳！」を歌い、町の空には女達から解き放たれた何千もの乳房が浮かんでいる。子作り反対という合唱が聞こえる。亭主は女が出産を拒むなら、男の自分が子供を産んでみせると宣言する。いつの間にかラクフとプレストが生き返って、人々の合唱に加わる。

第7場
そんなこんなで、町の女達はとうとう全員男になってしまった。彼らは乳母など断固拒否し、熱狂的闘志を持って兵士の職務を全うすることを約束する。夫はこのままでは子供が産まれなくってしまうとザンジバルの将来を案じ、元女達が子作りを拒否するなら、自分だけで子作りをすると憲兵に訴える。

第8場
夕方になって、夫は憲兵を家に招き、一人で子供の大量生産をするという計画に立ち合ってもらう。町の人々も夫の企みに興味津津で騒ぎたてる。

幕間の狂言
第1幕のフィナーレのテーマが合唱により仰々しくも厳かに歌われ、合唱団員がガヴォットを踊り、オーケストラ・ピットの中から赤ん坊の合唱「パパ！」が聞える。

### 第2幕

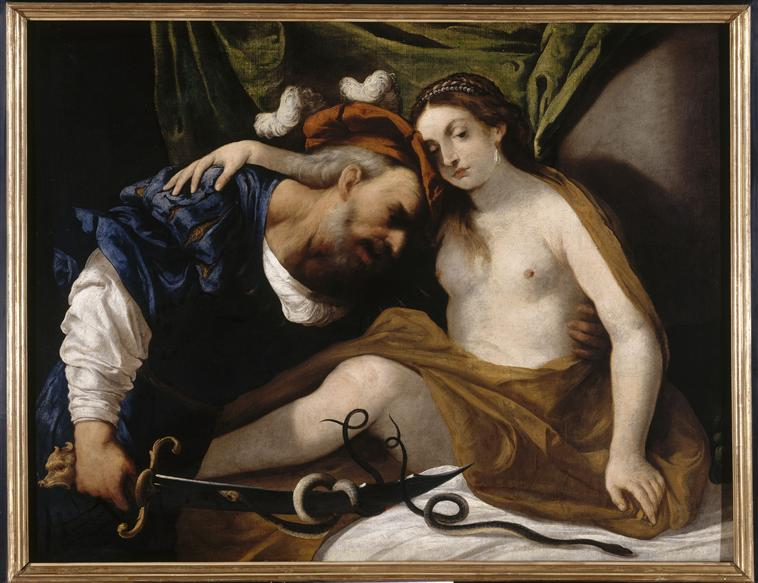
女に変身するティレジアス

第1場（たくさんの揺り籠が見える）
同じ日の日没前、夫は看護婦のユニフォームを着て子供たちの世話に忙しい。なんと夫は4万49人の赤ちゃんをたった1日で生産することに成功したのだった。そして夫は子供たちの未来の成功を思い描いて楽しんでいる。

第2場
子供を産む男の話を聞きつけて、そこにパリから新聞記者が取材にやって来て、女なしで子供を産む秘訣を尋ねると、亭主は意思の力があれば不可能なことはないと答える。貴方は大金持ちなのですねと問われると、そんなことはないと答える。養育費についての質問にも、子供たちは自分で稼いでいると説明する。インタヴューの中で、夫は子供たちを紹介する。「子供の一人はミルクの斡旋業で儲け、もう一人は有名な作家になりました」と自慢する。新聞記者はそれならばお金を貸してくれと切り出すので、怒った亭主は記者を追い払う。

第3場
夫は父である喜びに溢れ、子作りを続けている。彼は魚の鱈は沢山子供を産むが貧乏で死んだなどと言う話は聞いたことがないと独り言を言う。彼は次の子を新聞記者にしようと決めると、必要な構成物質を混ぜ合わせ、魔法をかけるような身振りをする。すると、驚いたことにたちどころに18歳の新聞記者が出現する。

第4場
しかし急に大きくなった息子の新聞記者は、夫が子供作りで儲けた報酬に目を付け、子作り産業についての不正を暴くと、夫を恐喝する。

第5場
裏切られた夫は恩知らずの新聞記者を生んだことを後悔して、息子を追い出して、あれは失敗作だったと嘆く。しかし失敗にめげることなく、今度はいつでも最高の洋服を提供できる洋服屋を作り出そうと思いつく。

第6場
一方、明らかに夫に恋をしている憲兵は、最近の夫の働きに感銘さえ受けている。その時緊急事態を知らせるアラームが鳴り響く。憲兵が現れ、急な人口増加でザンジバルは食糧危機に陥った、さらに戦いの前線から戻った、空腹の負傷帰還兵によって食糧不足はさらに深刻さを増していると言う。夫は戦争中に使われた配給カードを配ればよいと言い、配給カードを発行させ何とかしようと奮闘する。憲兵はそのカードをトランプのカードと勘違いする。

第7場
そこに、立派なヴェールで顔を覆った占い師が現れ、超多産な夫は億万長者になり、子供を産まない憲兵は貧乏で死ぬことになるだろうと不可解な予言をする。占い師は子供を作る人のために地球があるのだと言って、子供を作ろうとしない憲兵を非難する。屈辱的な予言に憤慨した憲兵は占い師を逮捕しようとするが、逆に占い師が憲兵をしめ殺してしまう。夫は新しい恋人であった憲兵のために復讐をしようと、占い師に襲い掛かり占い師のマスクをはぎ取る。すると現れたのは他でもないテレーズであった。殺されたはずの憲兵は生き返り、一人立ち去って行く。テレーズは乳房を解き放ってからのさまざまの経験を通して何より一番大切なものは愛であると認めるのである。

第8場
テレーズと夫は、町の人々と「お互いに愛し合おう！」（Il faut s’aimer !）と歌いながら愛のワルツを踊る。夫はパンケーキのように平らな胸になってしまったテレーズに、失った乳房の代わりとして2つの風船を渡す。しかしテレーズは夫にありのままの自分を受け入れることを要求し、風船を空に放ってしまう。そしてテレーズも夫も町の人々も「全員で子作りに励もう」（Cher public, faites des enfants !）と歌い、踊り、幕となる。

## 主な全曲録音
| 年   | 配役 テレーズ 夫 座長 憲兵                                                                                | 指揮者、 管弦楽団および合唱団                                                    | レーベル                                 |
| ---- | --- | -------------------------------------------------------------------------------- | ---------------------------------------- |
| 1953 | ドゥニーズ・デュヴァル ジャン・ジロドー ロベール・ジャンテ エミール・ルソー                               | アンドレ・クリュイタンス パリ・オペラ・コミック座管弦楽団 パリ・コミック座合唱団 | CD: EMI EAN:0724356556522                |
| 1996 | バーバラ・ボニー ジャン＝ポール・フシェクール ジャン＝フィリップ・ラフォン ヴォルフガング・ホルツマイアー | 小澤征爾 サイトウ・キネン・オーケストラ 東京オペラシンガーズ                     | CD: Philips EAN:0028945650425            |
| 2002 | レナーテ・アレンズ ベルナルド・ローネン ハンス・ペーター・ハーマン マティース・ヴァン・デ・ヴェルド       | エド・スパンヤールド ニェーウ・アンサンブル オペラ・トリオンフォ合唱団           | CD: Brilliant Classics EAN:5028421920566 |